# Заова (језеро)
Језеро Заова се налази око 15 км од југо-источно од Пожаревца, јужно од пута за Петровац на Млави, на територији општине Мало Црниће. Укупна површина језера је око 3 хектара. Напаја се из више мањих језера. У непосредној близини је истоимени манастир Заова.
Дубина код бране износи око пет метара, а на другим местима је између 3 и 4 м при нормалном водостају. Ова акумулација окружена је густом шумом. У језеру има више врста рибе: штуке, сома, клена и беле рибе.
Сваке године се на овој локацији, општина Мало Црнеће крајем августа одржава манифестација Стишко посело. У оквиру манифестације се организује такмичење у припреми рибље чорбе и гулаша, изложба разних удружења из овог краја и културно уметнички програм. 